# Miguel M. Delgado
Miguel M. Delgado, all'anagrafe Miguel Melitón Delgado Pardavé (Città del Messico, 17 maggio 1905 – 2 gennaio 1994), è stato un regista e sceneggiatore messicano.

## Biografia
Nel 1946 presenta in concorso alla prima edizione del Festival di Cannes il film Los tres mosqueteros.

## Filmografia parziale

### Aiuto regista
- La rivolta del Messico (Juárez y Maximiliano), regia di Miguel Contreras Torres e Raphael J. Sevilla (1934)

### Attore
- El tigre de Yautepec, regia di Fernando de Fuentes (1933)
- Enemigos, regia di Chano Urueta (1934)
- El compadre Mendoza, regia di Juan Bustillo Oro e Fernando de Fuentes (1934)
- ¿Quién mató a Eva?, regia di José Bohr (1934)
- ¡Vámonos con Pancho Villa!, regia di Fernando de Fuentes (1936)

### Regista
- Cantinflas e i tre moschettieri (Los tres mosqueteros, 1942)
- Romeo y Julieta (1943)
- Carcere di donne (Cárcel de mujeres, 1951)
- La fuerza del deseo (1955)
- I misteri della magia nera (Misterios de la magia negra, 1958)
- El padrecito (1964)
- Duello a Santa Cruz (El revólver sangriento, 1964)
- Cucurrucucú Paloma (1965)
- Su Excelencia (1967)
- Gli amori di Juan Charrasqueado (Los amores de Juan Charrasqueado, 1968)